# Lista de deputados estaduais de Mato Grosso da 4.ª legislatura
Essa é uma lista de deputados estaduais do Mato Grosso eleitos para o período 1959-1963.

## Composição das bancadas
| Partido | Líder                       | Bancada | Posição  |
| ------- | --------------------------- | ------- | -------- |
| UDN     | Wilson Loureiro de Oliveira | 13 / 30 | Governo  |
| PSD     | Salvador Roucisvalle Filho  | 11 / 30 | Oposição |
| PTB     | Alarico Reis D'Ávilla       | 4 / 30  | Oposição |
| PSP     | Edimir Moreira Rodrigues    | 2 / 30  | Governo  |

## Deputados estaduais
| Número | Deputados estaduais eleitos  | Partido | Votação | Percentual | Cidade onde nasceu          | Unidade federativa |
| 22919  | Augusto Mário Vieira         | UDN     | 4.618   |            | Cuiabá                      | Mato Grosso        |
| 22395  | Edson Brito Garcia           | UDN     | 3.893   |            | Cáceres                     | Mato Grosso        |
| 41434  | Sebastião Nunes da Cunha     | PSD     | 3.582   |            | Porto Esperidião            | Mato Grosso        |
| 41355  | Edil Pereira Ferraz          | PSD     | 3.357   |            | Paranaíba                   | Mato Grosso do Sul |
| 41677  | Ranulfo Marques Leal         | PSD     | 3.221   |            | Três Lagoas                 | Mato Grosso do Sul |
| 41394  | João Frauchi                 | PSD     | 3.141   |            | Nobres                      | Mato Grosso        |
| 41597  | Fauze Scaff Gattas           | PSD     | 3.072   |            | Corumbá                     | Mato Grosso do Sul |
| 41645  | Mario Antonio Van Den Bosch  | PSD     | 3.049   |            | Campinápolis                | Mato Grosso        |
| 41705  | Clóvis Hugueney              | PSD     | 3.011   |            | Cuiabá                      | Mato Grosso        |
| 41759  | Licinio Monteiro da Silva    | PSD     | 2.921   |            | Nossa Senhora do Livramento | Mato Grosso        |
| 22171  | Edward Reis Costa            | UDN     | 2.767   |            | Lucas do Rio Verde          | Mato Grosso        |
| 22818  | Oliva Enciso                 | UDN     | 2.712   |            | Corumbá                     | Mato Grosso do Sul |
| 22212  | Manoel José de Arruda        | UDN     | 2.622   |            | Guarantã do Norte           | Mato Grosso        |
| 22900  | Ladislau Cristino Côrtes     | UDN     | 2.620   |            | Barra do Garças             | Mato Grosso        |
| 14373  | Pedro Luiz de Sousa          | PTB     | 2.561   |            | Matupá                      | Mato Grosso        |
| 41486  | Wilson Dias de Pinho         | PSD     | 2.526   |            | Dourados                    | Mato Grosso do Sul |
| 41721  | Salvador Roucisvalle Filho   | PSD     | 2.515   |            | Rosário Oeste               | Mato Grosso        |
| 22975  | Ermírio Leal Garcia          | UDN     | 2.481   |            | Paranaíba                   | Mato Grosso do Sul |
| 41757  | Vicente Emílio Vuolo         | PSD     | 2.456   |            | Cuiabá                      | Mato Grosso        |
| 22287  | Hélio Correa da Costa        | UDN     | 2.376   |            | São Gonçalo                 | Rio de Janeiro     |
| 22886  | Wilson Loureiro de Oliveira  | UDN     | 2.353   |            | Nova Xavantina              | Mato Grosso        |
| 22879  | Alexandrino Marques          | UDN     | 2.348   |            | Guiratinga                  | Mato Grosso        |
| 22827  | Manoel de Oliveira Lima      | UDN     | 2.309   |            | Sorriso                     | Mato Grosso        |
| 22411  | Ubaldo Monteiro da Silva     | UDN     | 2.301   |            | Várzea Grande               | Mato Grosso        |
| 22317  | Antônio Morais               | UDN     | 2.263   |            | Prata                       | Minas Gerais       |
| 46364  | Edimir Moreira Rodrigues     | PSP     | 2.242   |            | Ladário                     | Mato Grosso do Sul |
| 14339  | Francisco de Barros Por Deus | PTB     | 2.132   |            | Poxoréu                     | Mato Grosso        |
| 14283  | Alarico Reis D’Ávila         | PTB     | 2.076   |            | Nova Bandeirantes           | Mato Grosso        |
| 14674  | Lourival Fontes              | PTB     | 1.851   |            | Juruena                     | Mato Grosso        |
| 46539  | Waldir dos Santos Pereira    | PSP     | 1.464   |            | Dourados                    | Mato Grosso do Sul |